# 継電器

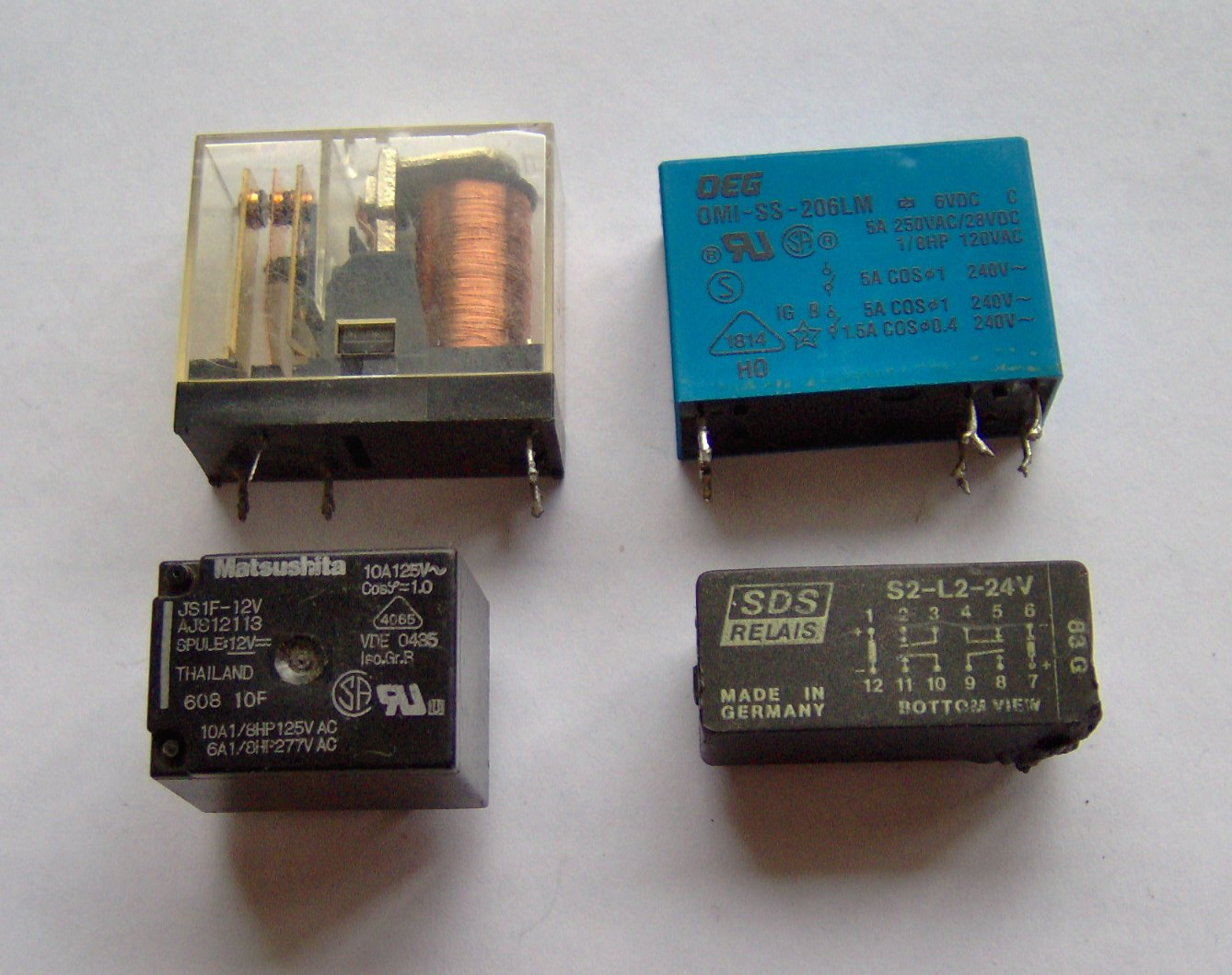
図1、プリント基板装着用の継電器（リレー）

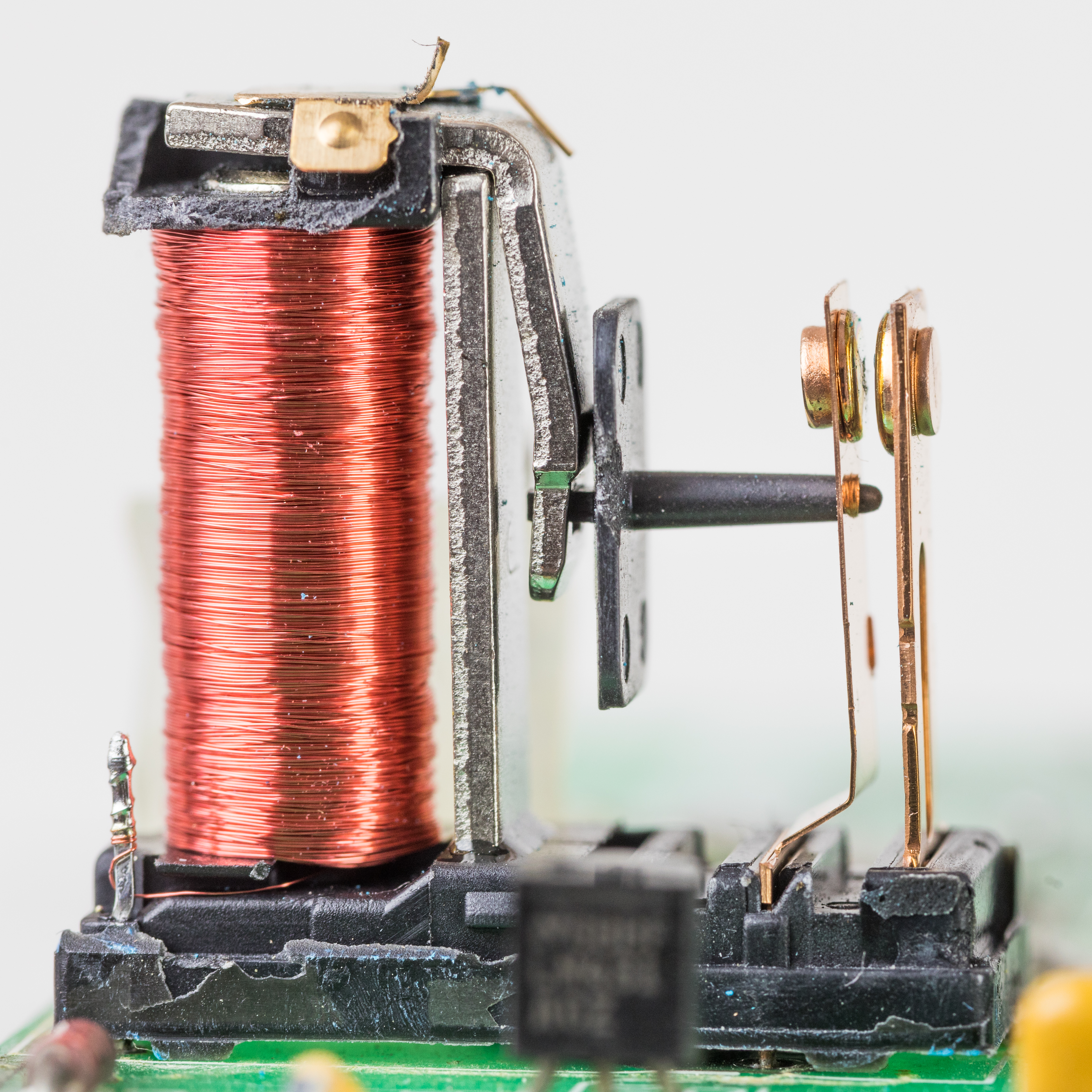
図2、図1の４個のうち左上の継電器（リレー）からカバーを外したもの

図3、図2の継電器の動作アニメーション

継電器（けいでんき、英語: relay、リレー）は、動作スイッチ・物理量・電力機器等の状態に応じ、制御または電源用の電力の出力をする電力機器である。

## 概要
もとは有線電信において、伝送路の電気抵抗によって弱くなった信号を「中継」(relay リレー)するために発明されたものである。図などではRyという記号が使われることが多い。発明者はジョセフ・ヘンリーである。小電力の入力によって大電力のオン・オフを制御することが当初の目的であったため、継電器を用いることを時として「アンプする」というが、対象とするものを直に制御するよりは、安全性（感電の防止など）や操作性（設置位置の自由度、遠隔操作）、操作の確実性等が増すことから、必ずしも電力的な増幅の目的にとどまらず、広範囲な目的で多用されている。古くは制御や計算のためにリレー回路が製作されることもあった。

## 種類

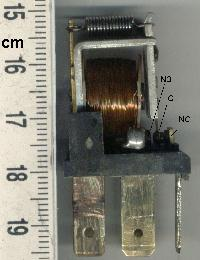
図4、電磁継電器の内部構造の一例。カバーを外したところ。茶色の線を巻いた電磁石が見えている。下部が端子。上部にバネがある。

### 電磁継電器
電磁継電器（でんじけいでんき、electromagnetic relay エレクトロマグネティック・リレー）は、電磁石（巻線に制御入力電流を流すもの）により接点を物理的に動かし、開閉する継電器。「電磁リレー」とも呼ばれる。消費電力が大きい、動作（応答）が遅い、過電圧・電流に強い、高周波の制御も可能などの特徴がある。
接点の構成により
メーク
電磁石に電流を流したときに接点が閉じる、a接点 (arbeit contact)、常開接点、NO接点、と呼ばれる
ブレーク
電磁石に電流を流したときに接点が開く、b接点 (break contact)、常閉接点、NC接点、と呼ばれる
トランスファ
電磁石に電流を流すことで複数の接点を切り替える、c接点 (changeover contact)、切替接点と呼ばれる
ラチェット
電磁石に電流を流すたびに接点の開閉を切り替える
などがある。端子の 
- Cは共通 (Common)
- NOは電流を流さない時に開放 (Normally Open)
- NCは電流を流さない時に接続 (Normally Closed)

をそれぞれ示す。
電磁石と並列に永久磁石を設け、バネ反動力よりわずかに弱い磁力かつコイル遮断時の復帰力以下で補助し少ない消費電力で駆動できるようにしたものを有極リレーと呼ぶ。なお復帰力以上で補助すると一旦吸引したまま自己保持する。保持を解除するために、別のコイルで永久磁石の磁力を打ち消す、あるいはコイルに逆向き電流を流して使用する方式のリレーをラッチングリレーといい、火災報知器の受信機などで使われている。

### リードリレー

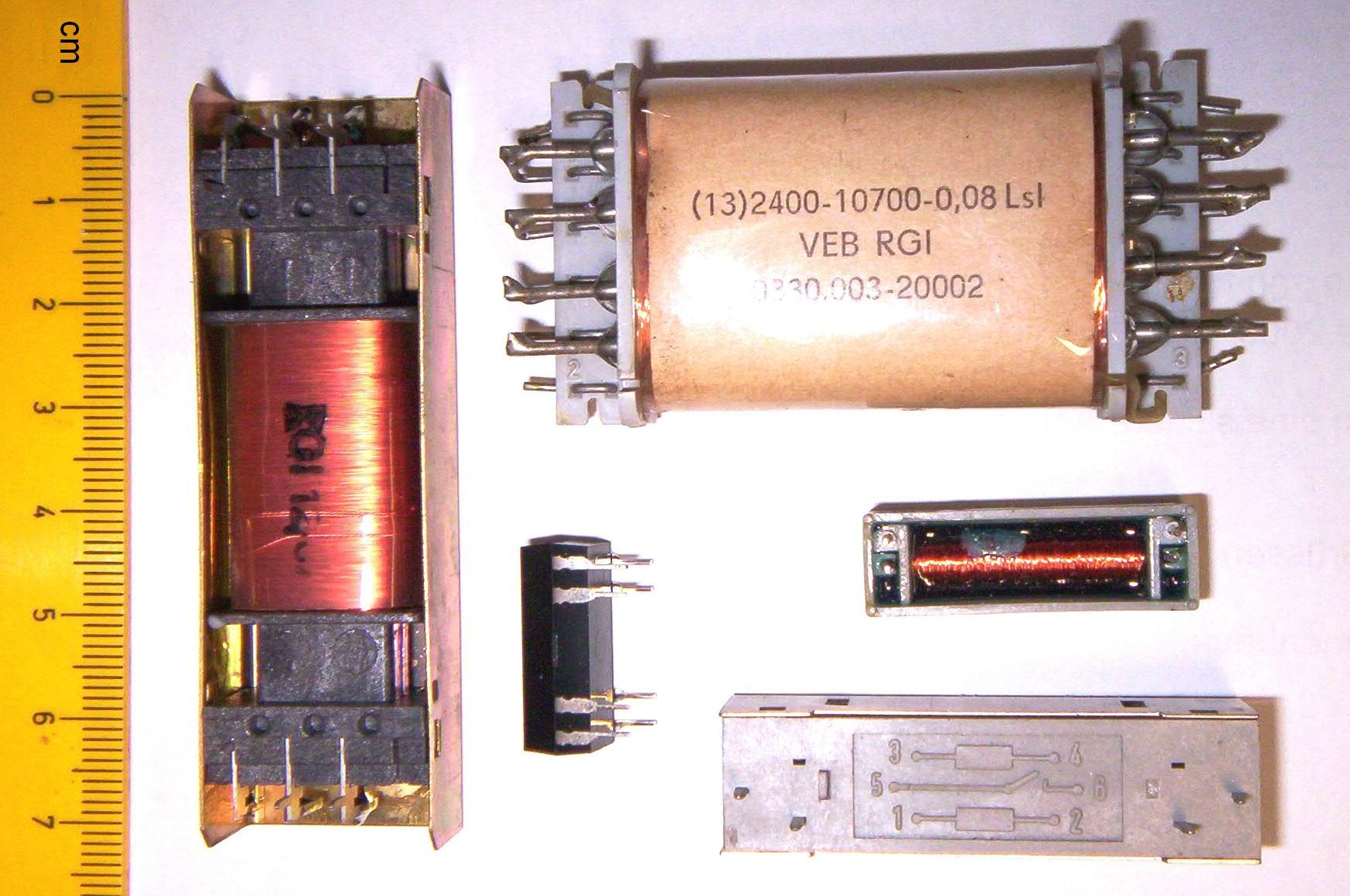
リードリレーの外観

リードスイッチを接点として使った電磁リレーのこと（英語版）。接点が微小であるため高速動作が可能かつ、低圧・少電流向け。また接点が封入されていることから接触不良が発生しにくく長寿命である。

### 水銀リレー

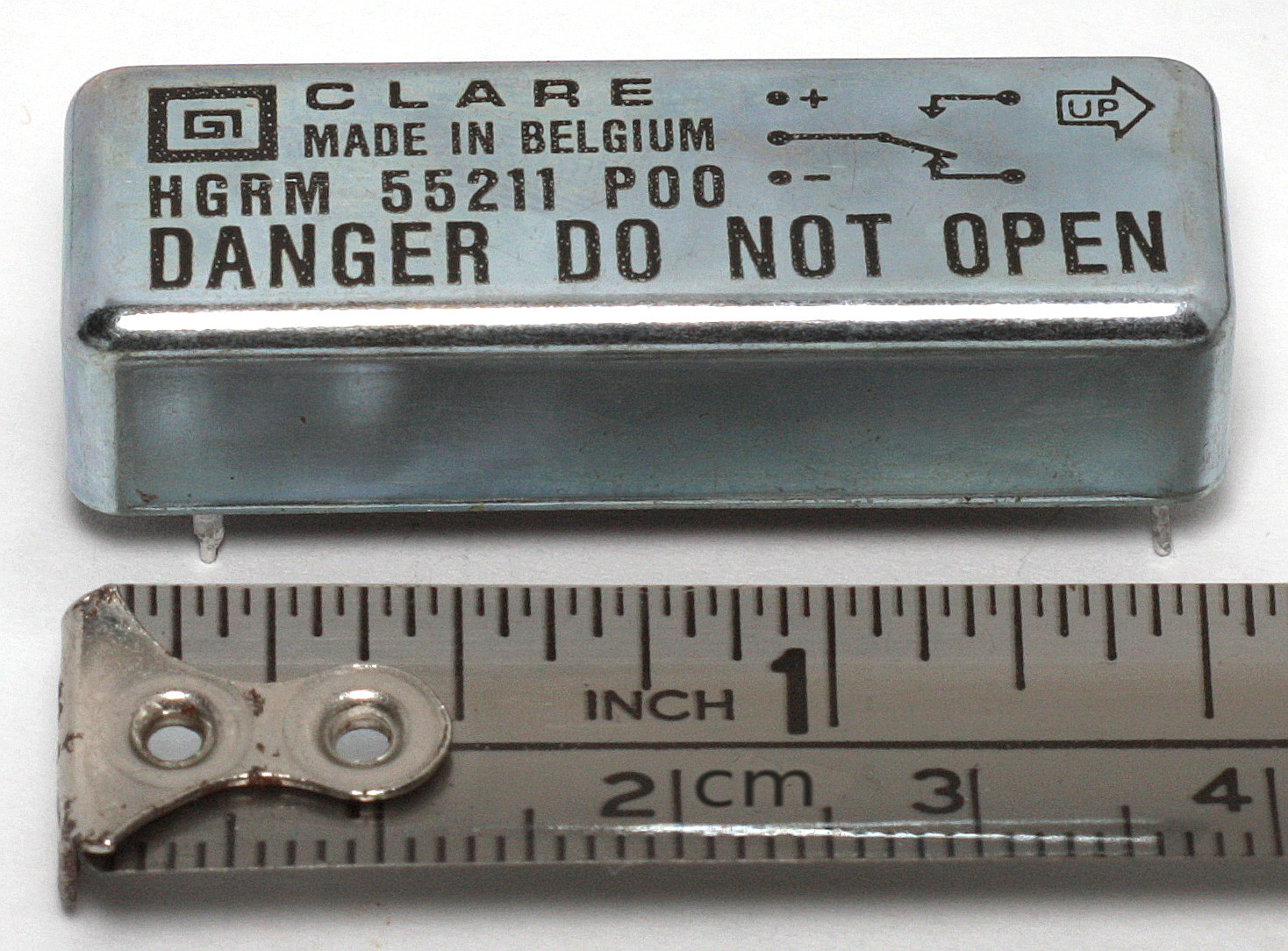
水銀リレーの外観

リードスイッチの中に水銀を封入した水銀リレーも過去に使用されていた。接点が水銀で濡れているため接触不良やチャタリングが発生せず、より高速かつ高信頼性を要する箇所に使用されてきたが、水銀の毒性が注目されてきたことから代替品の開発製造が進み、製造中止になった。液体水銀を使用するため取付方向に制限がある。

### ソリッドステートリレー

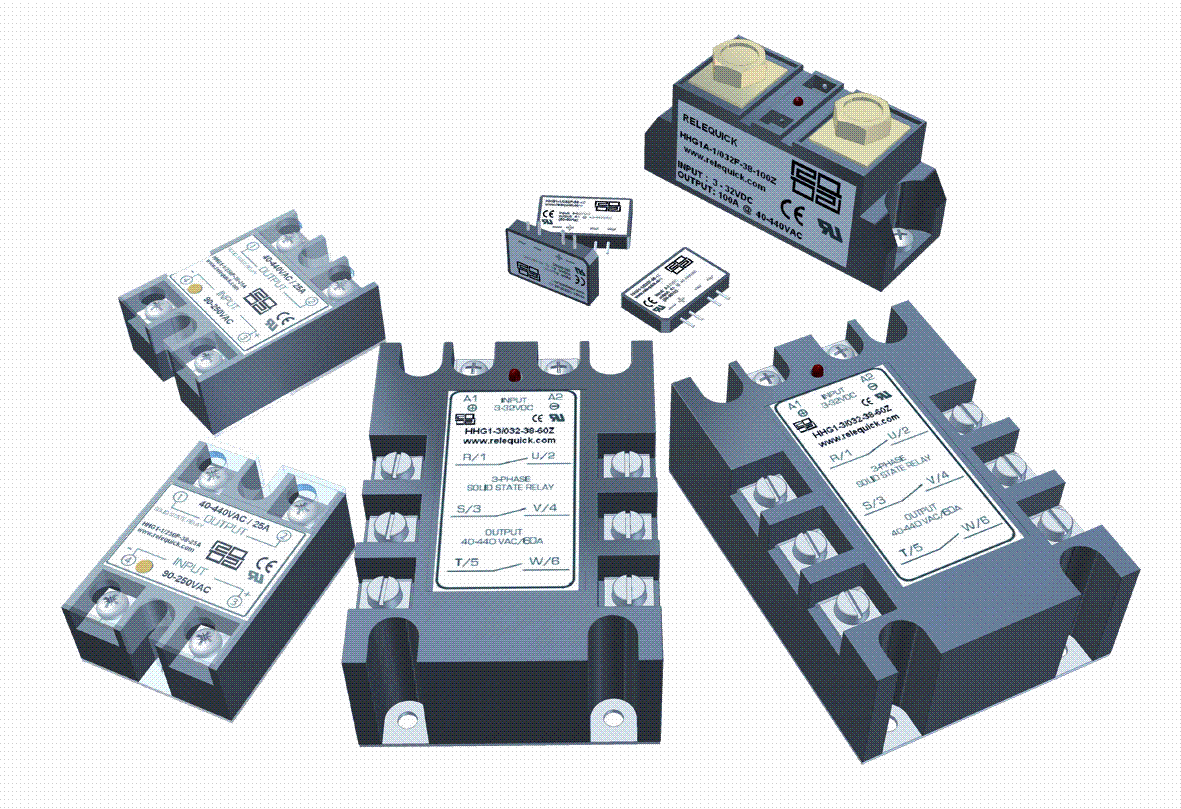
ソリッドステートリレーの例。

ソリッドステートリレー (solid-state relay) は、サイリスタやフォトカプラなどの半導体素子を用いて、小さな入力電力で大きな出力電圧をオン・オフする継電器の一種。「solid-state ソリッドステート」は字義どおりには固体を意味するが、慣習として「半導体素子による」や「可動部分は無い」といったことも指す。応答時間が早い、小型軽量にできる、機械動作が無いので寿命が長い、通常のリレーに比べて高価、などの特徴がある（→半導体リレー を参照）。

### フォトリレー
出力側にソースコモンで接続した2個のMOSFETを用いたものをフォトリレーと呼ぶ。AC/DC、正負電圧両方に対応し、メカニカルリレーやリードリレーを置き換えることが出来る。主としてシグナルリレーの代替とし用いられる。
ソリッドステートリレー同様応答時間が早い、小型軽量にできる、機械動作が無いので寿命が長いなどの特徴を持つ他、低電圧低電流のためマイコンからの直接駆動もできる（→フォトリレー を参照）。

### プログラムリレー
プログラムリレー (programmable relay) は、複数の継電器の機能や組み合わせを、一つのパッケージにしたものである。パソコンで簡易なラダー図を作成して機能を登録・変更したり、本体の押しボタンや小型LCDにより操作や動作表示できるものもある。多数の継電器が必要となる回路を製作したり、機能変更を頻繁に行ったりするような場合等に利用される。

## 用途
- 保護継電器 (protective relay)
- 制御継電器 (control relay)
- 補助継電器 (auxiliary relay)

## 定格
定格電圧
リレーを動かすための電源電圧。
定格電流
リレーを動かすために消費する電流。

## 機能

### 応動過程
- 始動
  - 始動値
  - 始動時間
- 動作
  - 動作値
  - 動作時間
- 保持
  - 保持値
- 釈放
  - 釈放値
  - 釈放時間
- 復帰
  - 復帰値
  - 復帰時間

### 応動速度
- 限時
- 即時
- 高速度

### 復帰
- 自動復帰
- 手動復帰
- 電気復帰

### 動作成績判定
正動作
動作すべきときに、動作した。
正不動作
動作すべきでないときに、動作しなかった。
誤動作
動作すべきでないときに、動作した。
誤不動作
動作すべきときに、動作しなかった。

### 整定
- 整定
  - 整定値
  - 整定範囲

## 使用上の注意
- 負荷に、突入電流が発生する電動機やソレノイドなどを接続した場合、接点がオンになった瞬間に大電流が流れ、接点にスパークを生じて焼損が起こる可能性がある。これを防ぐため、スパークキラー（コンデンサと抵抗器を直列に接続した電子部品）やバリスタ（過電圧を吸収する半導体素子）を接点もしくは負荷と並列に接続する。また、定格に余裕のある容量を採用することで寿命対策とする場合もある。
- トランジスタなどの半導体素子を用いて継電器のコイルを制御する場合（直流電流による制御）、電流のオフ時に発生する高電圧の逆起電力（自己誘導作用）により、半導体の素子を破壊することがある。これを防ぐために継電器のコイルと並列かつ電源電圧に対して逆方向にダイオードを接続する。